# Paramarpissa albopilosa
Paramarpissa albopilosa là một loài nhện trong họ Salticidae.
Loài này thuộc chi Paramarpissa. Paramarpissa albopilosa được Richard C. Banks miêu tả năm 1902.